# Corryong
Corryong est un village australien du nord-est de l'État de Victoria. Il est situé à 431 km au nord-est de Melbourne, à l’extrémité de la Murray Valley Highway et près de la frontière avec la Nouvelle-Galles du Sud. En 2006 il comptait 1 218 habitants.
Il est situé près de parcs nationaux de la montagne Burrowa-Pine, alpin et du Kosciuszko.

## Transports
Le village possède un petit aéroport (IATA: CYG, OACI: YCRG).

## Dans la fiction

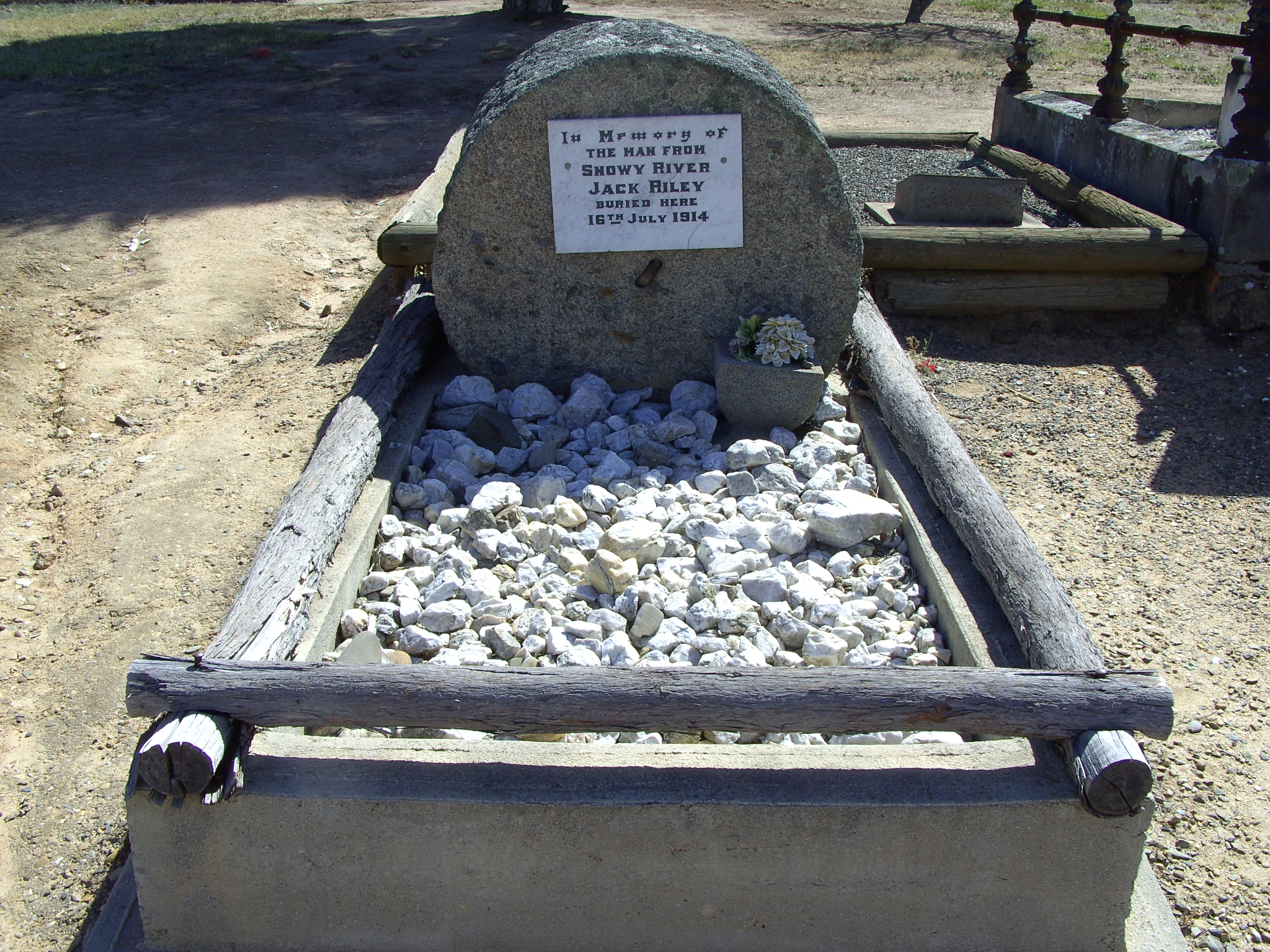
La tombe de Jack Riley, the Man From Snowy River.

On[Qui ?] pense que Banjo Paterson a peut-être basé le protagoniste de son poème The Man From Snowy River (1890) sur un cowboy de Corryong nommé Jack Riley (1841–1914). Celui-ci possède une statue équestre dans le village.